# نویفن
شهر نویفن (به آلمانی: Neuffen) در ایالت بادن-وورتمبرگ در کشور آلمان واقع شده‌است.